# Morenia ocellata
Morenia ocellata је гмизавац из реда корњача и фамилије Geoemydidae.

## Угроженост
Ова врста се сматра рањивом у погледу угрожености врсте од изумирања.

## Распрострањење
Мјанмар је једино познато природно станиште врсте.

## Станиште
Станиште врсте су слатководна подручја.